# Porcellio alluaudi
Porcellio alluaudi är en kräftdjursart som beskrevs av Dollfus1893. Porcellio alluaudi ingår i släktet Porcellio och familjen Porcellionidae. Inga underarter finns listade i Catalogue of Life.